# Sociedade Filarmónica Fraternidade de S. João de Areias
A Sociedade Filarmónica de São João de Areias é uma instituição da freguesia de São João de Areias, Município de Santa Comba Dão, no Distrito de Viseu, que sustenta uma das mais antigas bandas filarmónicas portuguesas, fundada em 1875 e que mantém uma actividade ininterrupta até ao momento.

## História

Banda Filarmónica de São João de Areias em 1903.

Banda Filarmónica de São João de Areias por volta de 1975.

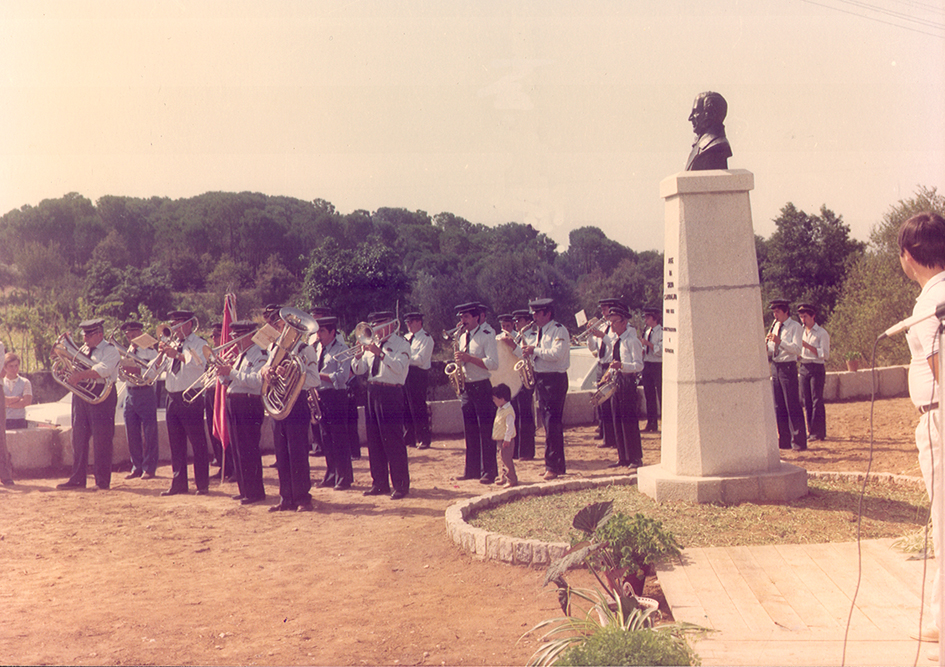
Banda Filarmónica de São João de Areias - inauguração do busto de José da Silva Carvalho, na Vila Dianteira, a 11 de Setembro de 1983.

A Sociedade Filarmónica de São João de Areias foi fundada, segundo a tradição, em Agosto de 1875 por António Augusto dos Santos Macário, natural de Molelos (Tondela), então funcionário da Câmara Municipal do antigo concelho de São João de Areias. António Augusto Macário, que era um apaixonado por música, tendo mesmo frequentado o curso do Conservatório de Música de Coimbra, começou por, anos antes da fundação da filarmónica, ensinar música a alguns rapazes que começaram por tocar nas missas e constituíram o embrião da filarmónica.
Os ensaios iniciaram-se numa pequena loja cedida gratuitamente por um elemento da colectividade. Aí, à luz de candeeiros a petróleo, essas pessoas empenharam toda a sua boa vontade e carinho em levar a cabo o sonho que viria a ser uma realidade. No entanto, o desejo destes músicos era terem um espaço que lhe servisse de sede, onde pudessem guardar as suas coisas e fazer os seus ensaios. Com o pouco dinheiro que já tinham amealhado, os directores e músicos lançaram mãos à compra de uma casa "velha" em madeira, que por muito tempo serviu de sede.
Ao longo destes anos, a filarmónica tem vindo a levar a diversos pontos do País e Estrangeiro o nome de São João de Areias e uma amostra positiva da cultura da região em que está inserida, uma vez que, para além da banda filarmónica, a Sociedade Filarmónica Fraternidade de São João de Areias contou com um rancho folclórico tendo como nome "As Papoilas" e um grupo musical de baile "Os rouxinóis do Mondego", que davam vida e cor às festas populares da região.
O rancho e o grupo de baile já não existem. No entanto a instituição tem-se adaptado às mudanças dos tempos. Em 1994, iniciou-se a Orquestra Juvenil, por iniciativa do maestro Evaristo Neto, constituída por 20 elementos dos mais jovens da banda de música. Iniciou-se também a Escola de Música que tem vindo a dar formação musical aos jovens da freguesia e das localidade limítrofes.
O paradigma das bandas filarmónicas mudou. As bandas há uma década atrás eram constituídas por músicos com uma média de idade acima dos 30 anos. Actualmente a banda filarmónica conta com mais de meia centena de elementos, dos quais 80% com idades inferiores a 20 anos, que felizmente podem usufruir de uma formação musical que não estava ao alcance dos músicos antigos da banda, quer através das aulas de música nas escolas do 1.º ciclo (AEC's), no Conservatório de Música e Artes do Dão e na escola de música da própria filarmónica. Fruto destas oportunidades alguns elementos da banda estão a seguir estudos musicais no ensino secundário, no ensino profissional e no ensino superior.
No que respeita à sede da filarmónica, fizeram-se obras de fundo nos últimos anos alterando totalmente o seu espaço para que proporcionasse melhores condições, contando com um salão de festas, palco equipado para teatro, salas de ensino musical, arquivo, sala do regente, gabinete de fardamentos, sala de convívio para os músicos, cozinha e bar.
Ao longo de todos estes anos de existência foram inúmeras as actuações da banda filarmónica: em festas religiosas e profanas, recepções a Ministros e Presidentes da República, festivais de Bandas Filarmónicas e aniversários, inauguração do busto ao Dr. José da Silva Carvalho (em Vila Dianteira), inauguração de estádios de futebol, participação musical em jogos das nossas selecções de futebol, etc. Sucederam-se actuações em diversos pontos do país e também no estrangeiro, sendo de salientar as da Feira Popular de Lisboa, Feira de S. Mateus em Viseu, bem como a ida Newark e Elisabeth (New Jersey, Estados Unidos) e a Nimes (França). 
A Banda Filarmónica de São João de Areias editou, até ao momento, três CDs com música do seu reportório.

## Maestros
- Maestro actual:

Pedro Carvalho (2007-). 
Iniciou os seus estudos aos 8 anos na Sociedade Filarmónica Lealdade Pinheirense onde foram seus professores Francisco Castanheira, Ilídio Gomes e Raul Saraiva de Almeida.
Ingressou no Conservatório Nacional de Coimbra na Classe de Euphonio com o professor Nuno Costa e na Escola de Artes da Bairrada onde estudou com os professores Daniel Marques e Sérgio Carolino.
Foi professor de Música na Sociedade Filarmónica Lealdade Pinheirense e maestro assistente da mesma onde dirigiu a Orquestra da Escola de Música. Colabora como músico na Sociedade Musical Alvarense – Casal de Álvaro, Águeda. Actualmente lecciona a disciplina de Expressão Musical nas Escolas EB1 do concelho de Santa Comba Dão. 
É, desde outubro de 2007, maestro da Sociedade Filarmónica Fraternidade de São João de Areias, coordenador da Escola de Música e da Orquestra Ligeira. Neste momento frequenta a licenciatura em Música na Escola Superior de Educação de Coimbra.
- Maestros anteriores: Rui Alves, Evaristo Neto e Joaquim Pleno

## Músicos
Os membros da Banda Filarmónica de São João de Areias são, em 2012, os seguintes:

## Discografia

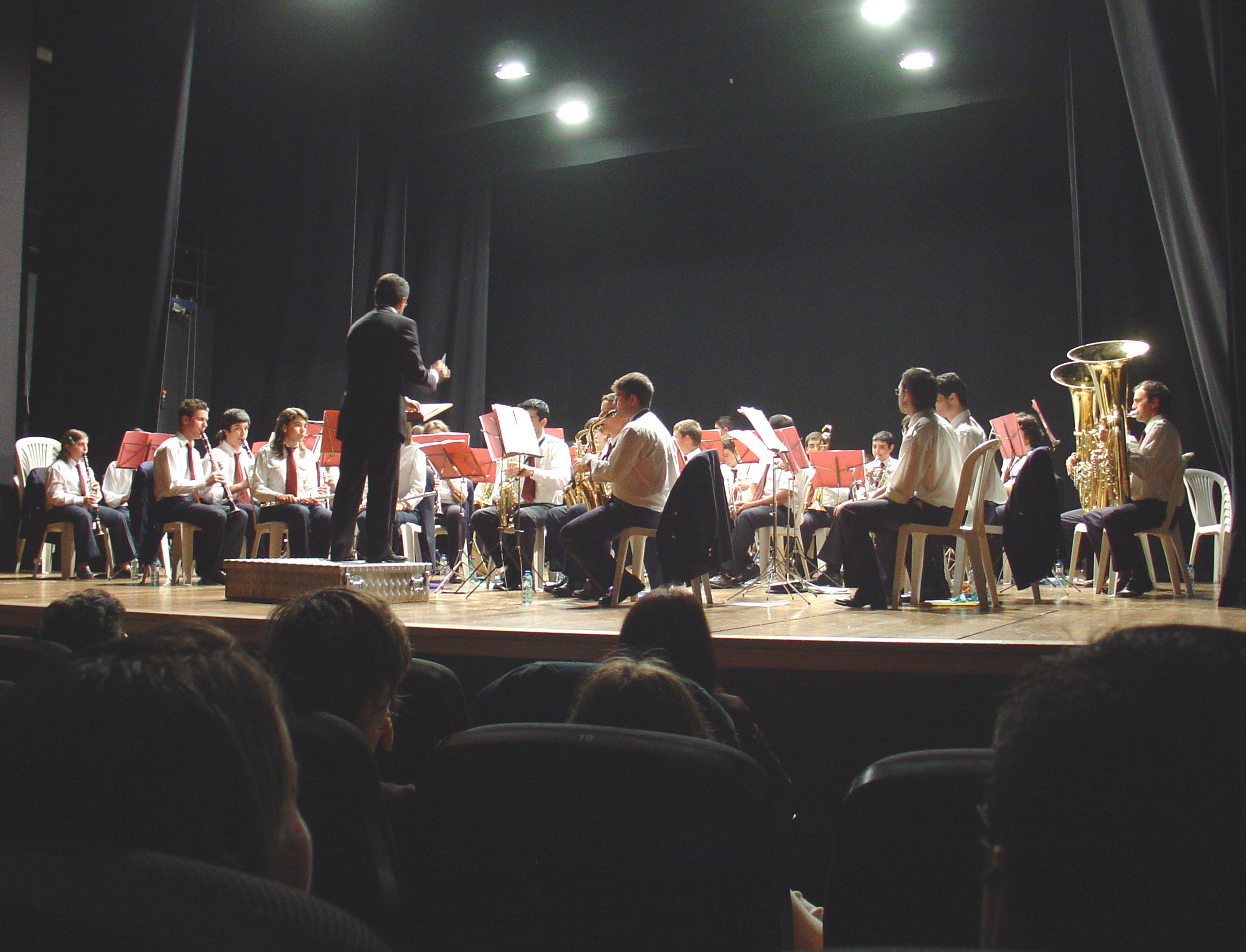
Banda Filarmónica de São João de Areias em 2006, na Casa da Cultura de Santa Comba Dão.

Banda Filarmónica de São João de Areias - festa de São Silvestre em Vila Dianteira, 2010.

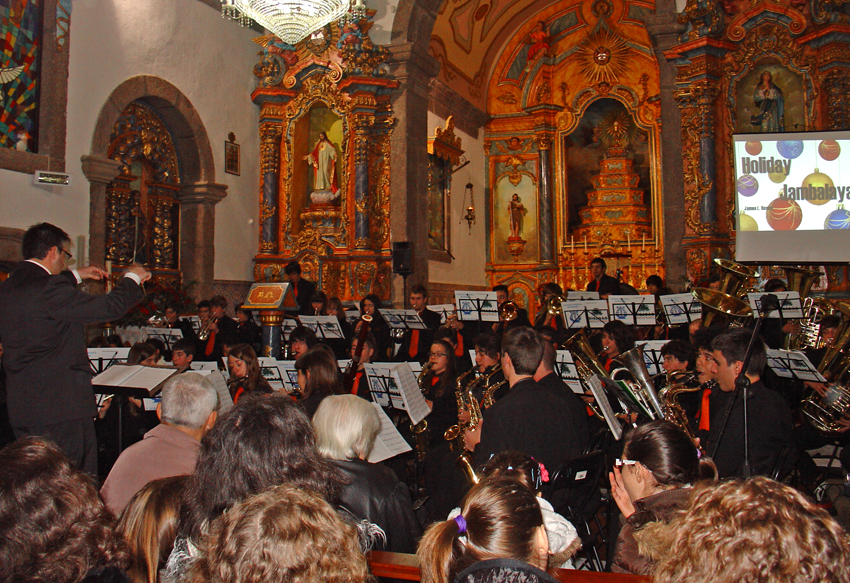
Banda Filarmónica de São João de Areias - concerto de Natal 2011 na Igreja Matriz.

- Storm of the Century- gravado em Outubro de 2011 e editado em 2012, sob a regência do maestro Pedro Carvalho.
- “Pasodoble de Concerto” – Augusto Alves de Nuno Osório
- Kyrill – “Storm of the Century” de Otto M. Schwarz
- Dancing Show de Josef Hastreiter
- Recordar António Variações arranjo de Lino Guerreiro
- Walking on Sunshine (as performed by Katrina & the Waves”) arranjo de Stefan Schwalgin
- You Raise Me Up arranjo de John Wasson

- Sociedade Filarmónica Fraternidade de São João de Areias – gravado em Maio de 2009, sob a regência do maestro Pedro Carvalho.
- Vivenda de Wim Laseroms
- Cry of the Falcon de Kevin Houben
- Festa Paesana de Jacob de Haan
- The Best of Phil Collins arranjo de Frank Bernaerts
- Uma Noite em Lisboa arranjo de Álvaro Reis
- Concerto no Parque de Álvaro Reis

- Banda Filarmónica da Sociedade Filarmónica de São João de Areias – a Sociedade Filarmónica Fraternidade de São João de Areias, ao comemorar os seus 130 anos de existência em 2005, gravou o seu 1º CD num concerto ao vivo na Casa da Cultura de Santa Comba Dão com a regência do maestro Rui Alves. 
- Homenagem ao Músico “António Raul” de Rui Alves
- Trompete de Espanha de Vivaldo Santana
- Clarinando de Richard Comello
- Cantigas são Canções – 9ª Sinfonia de Hermínio Santos Leite
- Queen’s Park Melody de Jacob de Haan
- Abba Gold arranjo de Ron Sebregts
- O Malabarista (Der Jongleur) de George Rosey
- Parabéns a Você arranjo de Rui Alves

## Participações importantes
- Actuações na Feira Popular de Lisboa e Feira de S. Mateus, em Viseu.
- Estado Unidos, em 1994 - a Banda Filarmónica deslocou-se durante 10 dias para participar nas Comemorações do Dia de Portugal e das Comunidades, tendo realizado diversos concertos para os emigrantes aí residentes.
- França, 1995 - a convite dos emigrantes residentes em Nimes - França, onde a Filarmónica se deslocou para diversas actuações junto destes.
- Bandas em Concerto - em Janeiro de 2008, Maio de 2009, Fevereiro de 2010 e Novembro de 2011, participou como a única banda do distrito de Viseu no evento “Bandas em Concerto” organizado pelo Ministério da Cultura, tendo efectuado concertos no Cine-teatro Avenida em Castelo Branco, no Cine-teatro de Estarreja, no Cine-teatro em Mação e Cine-teatro em Sever do Vouga.
- 4º Concurso de Bandas no Ateneu Vilafranquense, em Vila Franca de Xira - participação em Abril de 2012.